# 3435 Boury
A 3435 Boury (ideiglenes jelöléssel 1981 XC2) a Naprendszer kisbolygóövében található aszteroida. Dossin, F. fedezte fel 1981. december 2-án.